# Alexander Koch (Verleger)

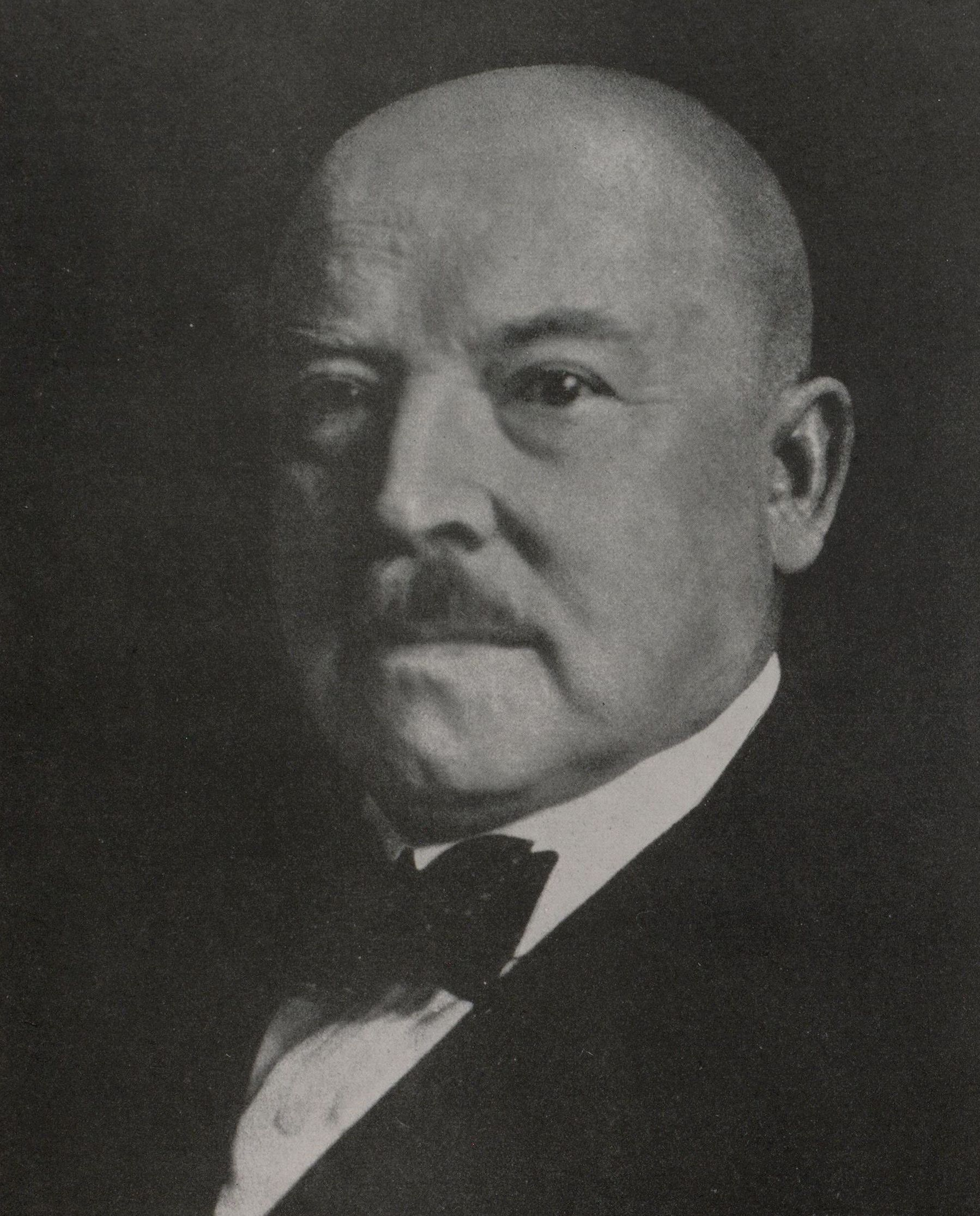
Alexander Koch
Foto: Hugo Erfurth, 1930.

Alexander Koch (* 9. November 1860 in Köln; † 5. Januar 1939 in Darmstadt) war ein deutscher Verleger und Publizist. Mit der Herausgabe von Zeitschriften und Kunstbildbänden zur Innenarchitektur förderte er das Kunsthandwerk und die „Wohnkultur“ in Deutschland.

## Leben
Koch war der Sohn des Stuttgarter Gesangspädagogen Ernst Koch (1819–1894) und seiner Frau Mathilde, geb. Haberland (1828–1912). Sein Vater wurde 1874 an das Königliche Konservatorium für Musik nach Stuttgart als Professor für Gesang berufen. Alexander Koch besuchte das Gymnasium und die Handelsschule in Stuttgart. Anschließend arbeitete er in der Schriftgießerei Otto Weisert sowie als Volontär der Stuttgarter Vereinsdruckerei. Danach folgte eine Tätigkeit für einen Papiergroßvertrieb in Offenbach. Über geschäftliche Kontakte lernte er seine erste Frau kennen. 1886 heiratete er Anna-Maria Hochstätter (1864–1911), die Tochter des Darmstädter Tapetenfabrikanten Carl Hochstätter, und trat in das Unternehmen des Schwiegervaters ein. Ende 1887 gründete er die Verlagsanstalt Alexander Koch, in der ab Anfang 1888 die Tapeten-Zeitung erschien. 1890 folgte die Zeitschrift Innen-Dekoration, an der auch Henry van de Velde mitarbeitete, 1896 dann die Zeitschrift Deutsche Kunst und Dekoration, die zur „wohl bedeutendste[n] Kunstzeitschrift im deutschsprachigen Raum“ wurde. Ab 1899 gab Koch auch die Zeitschrift Stickerei- und Spitzenzeitung heraus, später in Handarbeiten aller Art umbenannt. Außerdem erschienen in Kochs Verlag zahlreiche Monographien und Kunstbildbände.
Koch initiierte mit einer Denkschrift an Großherzog Ernst Ludwig von Hessen die Künstlerkolonie auf der Mathildenhöhe in Darmstadt und förderte diese weiterhin. Hinzu kam seine Förderung der technischen Mustersammlung des Landesgewerbevereins, die schließlich zur Gründung des Landesgewerbemuseums in Darmstadt 1898 führte. Im selben Jahr konzipierte Koch die erste Darmstädter Kunstausstellung, die „Erste Darmstädter Kunst- und Kunstgewerbeausstellung“ von der „Freien Vereinigung Darmstädter Künstler“ in der Kunsthalle Darmstadt. 1925 ließ er sich von dem befreundeten Werkbund-Architekten Fritz August Breuhaus ein Wohnhaus in Darmstadt bauen, das Haus Alexander Koch. Die Villa diente ihm auch für seine Sammlung von Kunstgegenständen. In den 1920er Jahren war Kochs Villa ein „beliebter Treffpunkt der Darmstädter Künstler“.
Wegen der Weltwirtschaftskrise ab Oktober 1929 geriet der Verlag in wirtschaftliche Schwierigkeiten, sodass er 1932 seinen Verlag an die Deutsche Verlags-Anstalt (DVA) in Stuttgart verkaufte. Über seine zweite Schwiegermutter Juliane Freiin von Reitzenstein war er mit den DVA-Eigentümern verwandt, dem Adelsgeschlecht Reitzenstein. Alexander Kochs einziger Sohn Alexander Koch junior übernahm die Leitung des Verlags in Stuttgart, während Koch senior in Darmstadt blieb und weiterhin die Herausgabe seiner Zeitschriften betreute. Schließlich sah sich Koch gezwungen, 1935 einen Großteil seiner umfangreichen Kunstsammlung zu versteigern. Fünf Jahre nach Kochs Tod wurde das Stuttgarter Verlagsgebäude 1944 zerstört. Kochs Kinder Milly und Alexander und sein Schwiegersohn Max Fengler bauten den Verlag nach dem Krieg als Fachverlag für Architektur wieder auf. 1971 wurde der Verlag vom DRW-Verlag Weinbrenner übernommen.
Koch hatte sechs Kinder aus erster Ehe, unter anderem den Verleger Alexander (1895–1960). Nach dem Tode seiner ersten Frau 1911 heiratete Koch 1914 in zweiter Ehe Elisabeth, geb. Sichart von Sichartshoff (1886–1961). Seine Tochter Herta Michel-Koch war mit dem Schriftsteller und Kulturwissenschaftler Wilhelm Michel verheiratet und seine Tochter Irma mit dem Bildhauer Well Habicht. Koch wurde auf dem Alten Friedhof in Darmstadt beigesetzt, das Familiengrab ist seit 1992 ein Ehrengrab der Stadt Darmstadt.

## Auszeichnungen (Auswahl)
- 1898: Ritterkreuz II. Klasse des Verdienstordens Philipps des Großmütigen[2]
- 1903: Ritter des Ordens der Krone von Italien, verliehen vom italienischen König Viktor Emanuel III.[2]
- 1903: Hofrat[10]
- 1909: Ritterkreuz I. Klasse des Verdienstordens Philipps des Großmütigen[10]
- 1912: Silberne Medaille für Kunst und Wissenschaft.[2][10]
- 1913: Goldene Medaille für Wissenschaft und Kunst, verliehen vom Prinzregenten von Bayern[10]
- 1913: Ritterkreuz I. Klasse des Friedrichs-Ordens, verliehen vom König von Württemberg[10]
- 1913: Ritterkreuz I. Klasse des Albrechts-Ordens, verliehen vom König von Sachsen[10]
- Ehrenzeichen für Wissenschaft und Kunst, Österreich.[5]
- 1923: Ehrendoktorwürde (Dr.-Ing. E. h.) der Technischen Hochschule Hannover.[5][2]

## Schriften (Auswahl)

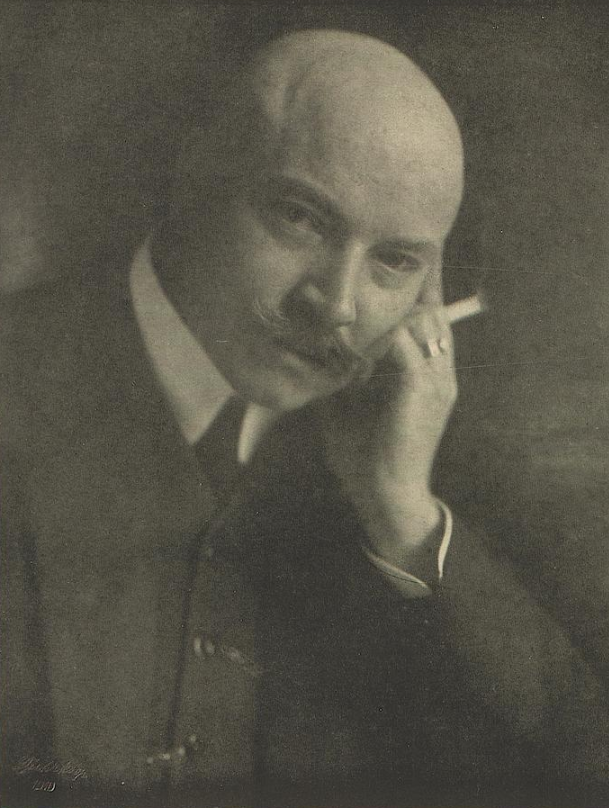
Alexander Koch
Foto: Rudolf Dührkoop, 1910.

- Autobiographie. In: Gerhard Menz (Hrsg.): Der Deutsche Buchhandel in Selbstdarstellungen. Bd. 1. Meiner, Leipzig 1925, S. 33–70, DNB 365379182.
- Alexander Koch's Handbuch neuzeitlicher Wohnkultur.
  - Schlafzimmer. Band 1, Koch, Darmstadt 1912, (doi:10.11588/diglit.16213).
  - Herrenzimmer. Band 2, Koch, Darmstadt 1912, (doi:10.11588/diglit.16214).
  - Empfangs- und Wohnräume. Band 3, Koch, Darmstadt 1914, (doi:10.11588/diglit.16215).
- Das vornehm-bürgerliche Heim. (= Alexander Koch's Handbuch neuzeitlicher Wohnungskultur, Bd. 4.) Koch, Darmstadt 1917.
- Das neue Kunsthandwerk in Deutschland und Oesterreich: unter Berücksichtigung der Deutschen Gewerbeschau München 1922. Koch, Darmstadt 1923.
- Zum 40 jährigen Jubiläum der Verlagsanstalt Alexander Koch–Darmstadt. In: Deutsche Kunst und Dekoration. Band 61, Oktober 1927–März 1928, S. 240ff., (doi:10.11588/diglit.9249.50).

Herausgeberschaften

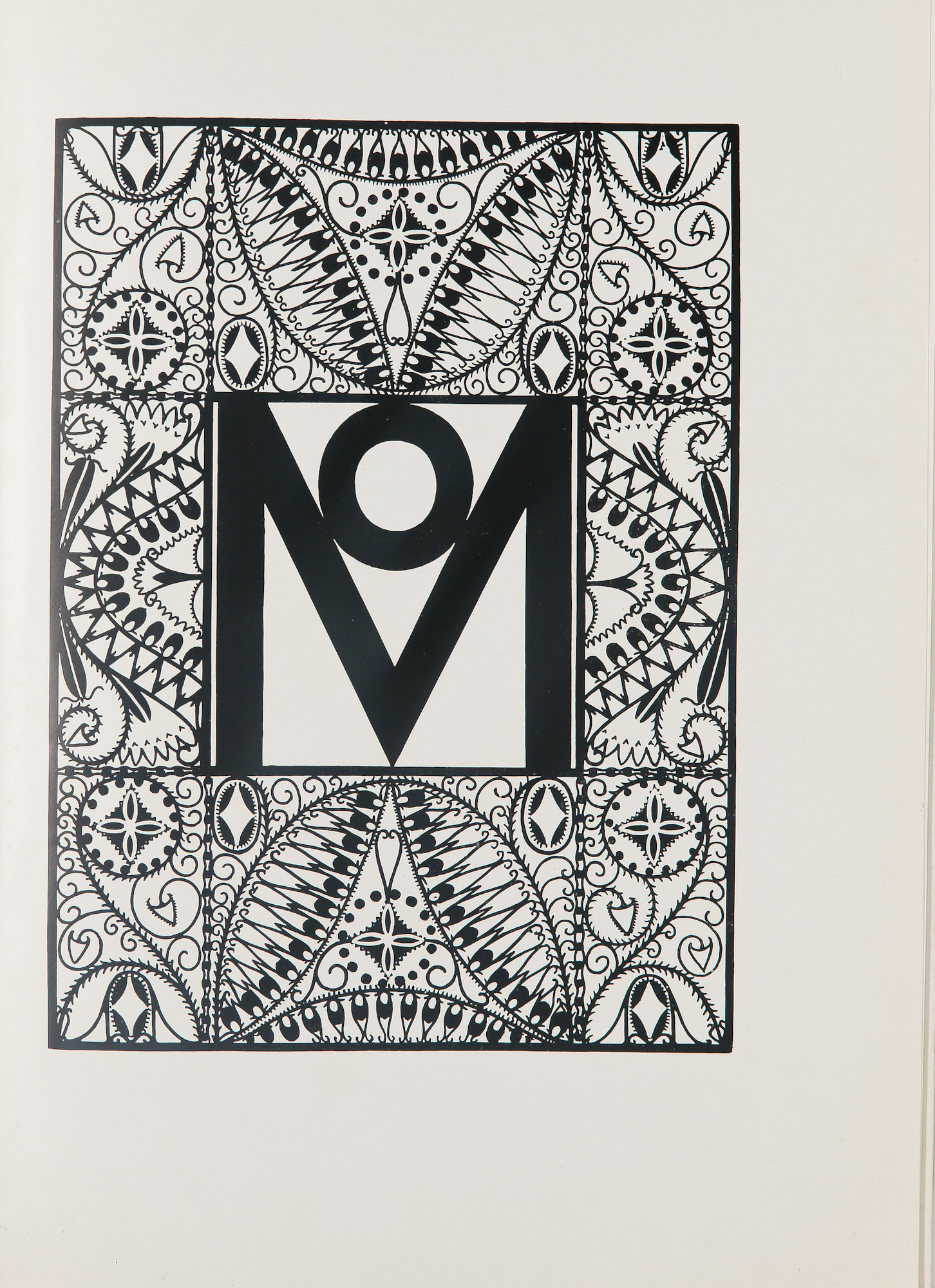
Buchkapitel Monogramme, aus: 600 Monogramme und Signets, 1911.

- Georg Fuchs, Kurt Breysig, Felix Commichau, Benno Rüttenauer: Grossherzog Ernst Ludwig und die Ausstellung der Künstler-Kolonie in Darmstadt von Mai bis Oktober 1901. Ein Dokument deutscher Kunst – Darmstadt 1901. Koch, Darmstadt 1901, (Digitalisat der UB Heidelberg).
- Georg Fuchs, Francis Henry Newbery: 1. Internationale Ausstellung für moderne dekorative Kunst in Turin 1902. (= Koch's Monographien, 8.) Koch, Darmstadt / Leipzig 1902, (Digitalisat von Internet Archive).
- Hessische Landes-Ausstellung Darmstadt 1908: 23. Mai bis Ende Oktober. Koch, Darmstadt 1909, (Digitalisat der UB Heidelberg).
- 600 Monogramme und Signets. Eine Sammlung von 600 verschiedenen, zum Teil preisgekrönten ornamentalen Monogrammen, Initialen, Signets auf 30 Tafeln nach Entwurf erster Künstler. Koch, Darmstadt 1911, (Digitalisat der Bauhaus-Universität Weimar).
- Deutsche Werkkunst: Arbeiten deutscher und österreichischer Künstler auf der Werkbund-Ausstellung Cöln am Rhein. Koch, Darmstadt [u. a.] 1916.
- Das schöne Heim: Ratgeber für die Ausgestaltung und Einrichtung der Wohnung. Mit einer Einleitung von Kuno Graf von Hardenberg. Koch, Darmstadt 1920.
- 1000 Ideen zur künstlerischen Ausgestaltung der Wohnung. Koch, Darmstadt 1926, (Digitalisat der UB Paderborn).
- Das Haus eines Kunstfreundes: Haus Alexander Koch Darmstadt. Koch Darmstadt 1926, 152 S., 159 Abb., (2 Illustrationen).